# Südamerikanische Leuchtaugenfische
Die Südamerikanischen Leuchtaugenfische (Fluviphylax) sind eine Fischgattung in der Ordnung der Zahnkärpflinge (Cyprinodontiformes), die im brasilianischen Amazonasbecken vorkommt. Die Gattung besteht aus sieben Arten, von denen vier erst in den 1990er Jahren und zwei im Jahr 2018 beschrieben wurden.

## Merkmale
Südamerikanische Leuchtaugenfische werden 1,4 bis 2 cm lang. Sie sind damit die kleinsten Wirbeltiere Südamerikas und gehören zu den kleinsten Wirbeltieren weltweit. Sie sind langgestreckt, ähneln den afrikanischen Leuchtaugenfischen (Procatopodidae) und besitzen wie diese einen Leuchtfleck in der oberen Augenhälfte. Die Rückenflosse wird von 5 bis 7 Flossenstrahlen gestützt, bei der Afterflosse sind es 7 bis 10 Flossenstrahlen. Die Anzahl der Wirbel liegt bei 26 bis 27.

## Lebensweise
Südamerikanische Leuchtaugenfische leben in kleinen Gruppen oberflächennah in Sümpfen und Stillwasserzonen am Rand der großen Flüsse des Amazonasbeckens zwischen dichter Vegetation (Haarnixen (Cabomba), Wasserhyazinthen (Eichhornia) und Seerosen (Nymphaea)). Sie sind selten und ernähren sich von Mikroalgen, Detritus und kleinen Wirbellosen.

## Arten
Die Gattung Fluviphylax umfasst folgende acht Arten:
- Fluviphylax gouldingi Bragança, 2018
- Fluviphylax obscurus Costa, 1996
- Fluviphylax palikur Costa & Le Bail, 1999
- Fluviphylax pygmaeus (Myers & Carvalho, 1955)
- Fluviphylax rubens Huber, 2024
- Fluviphylax simplex Costa, 1996
- Fluviphylax wallacei Bragança, 2018
- Fluviphylax zonatus Costa, 1996

## Systematik
Die erste Art der Südamerikanischen Leuchtaugenfische wurde 1955 durch den amerikanischen Ichthyologen George Sprague Myers und seinen brasilianischen Kollegen Antenor Leitão de Carvalho unter dem Namen Potamophylax pygmaeus beschrieben. 1965 führte der australische Ichthyologe Gilbert Percy Whitley den Ersatznamen Fluviphylax für die Gattung ein, da der Name Potamophylax durch eine Köcherfliegengattung präokkupiert war. Tyson R. Roberts, ein weiterer amerikanischer Ichthyologe, stelle 1970 die Unterfamilie Fluviphylacinae innerhalb der Eierlegenden Zahnkarpfen für die Gattung auf.
1996 beschrieb Costa drei weitere Arten und 1999 zusammen mit Le Bail Fluviphylax palikur als fünfte Art. Nach der Aufteilung der Eierlegenden Zahnkarpfen in verschiedene Familien wurde Fluviphylax den Unterfamilien Aplocheilichthyinae oder Procatopodinae innerhalb der Familie Poeciliidae zugeordnet.
Die Gattung ist jedoch nach verschiedenen molekulargenetischen Untersuchungen entweder die Schwestergruppe einer Klade aus Lebendgebärenden Zahnkarpfen (Poeciliidae) und den Anablepidae oder einer Klade aus den Lebendgebärenden Zahnkarpfen und den afrikanischen Leuchtaugenfischen. Die Unterfamilie Fluviphylacinae, mit Fluviphylax als einziger Gattung, wurde deshalb im Februar 2018 in den Familienrang (jetzt Fluviphylacidae) erhoben.